# Суґурі Фуміє
Суґу́рі Фуміє́ (яп. 村主 章枝, すぐり ふみえ;; 31 грудня 1980, Тіба, Префектура Тіба, Японія) — японська фігуристка, що виступає у жіночому одиночному фігурному катанні. П'ятиразова чемпіонка Японії з фігурного катання, триразова переможиця Чемпіонату Чотирьох Континентів з фігурного катання (2001, 2003 і 2005 роки), срібна призерка Чемпіонату світу з фігурного катання 2006 року.

## Спортивні досягнення

### після 2006 року
| Змагання / Сезони                                   | 2006/2007 | 2007/2008 | 2008/2009 |
| --------------------------------------------------- | --------- | --------- | --------- |
| Чемпіонати світу з фігурного катання                |           |           | 8         |
| Чемпіонати Чотирьох Континентів з фігурного катання | WD        | 10        | 6         |
| Чемпіонати Японії з фігурного катання               | 4         | 4         | 2         |
| Зимові Азіатські ігри                               | 2         |           |           |
| Фінали Гран-прі з фігурного катання                 | 4         |           |           |
| Етапи Гран-прі: «Skate Canada»                      | 2         |           | 2         |
| Етапи Гран-прі: «Cup of Russia»                     |           | 5         | 3         |
| Етапи Гран-прі: «Cup of China»                      |           | 4         |           |
| Етапи Гран-прі: «NHK Trophy»                        | 2         |           |           |

### 1999—2006 роки
| Змагання / Сезони                                   | 1999/2000 | 2000/2001 | 2001/2002 | 2002/2003 | 2003/2004 | 2004/2005 | 2005/2006 |
| --------------------------------------------------- | --------- | --------- | --------- | --------- | --------- | --------- | --------- |
| Зимові Олімпійські ігри                             |           |           | 5         |           |           |           | 4         |
| Чемпіонати світу з фігурного катання                |           | 7         | 3         | 3         | 7         | 5         | 2         |
| Чемпіонати Чотирьох континентів з фігурного катання | 4         | 1         |           | 1         |           | 1         |           |
| Чемпіонати Японії з фігурного катання               | 3         | 1         | 1         | 1         | 2         | 3         | 1         |
| Зимові Азіатські ігри                               |           |           |           | 2         |           |           |           |
| Фінали Гран-прі з фігурного катання                 |           |           |           | 6         | 1         |           |           |
| Етапи Гран-прі: «Skate Canada»                      |           | 3         | 4         | 2         |           | 4         | 8         |
| Етапи Гран-прі: «Cup of China»                      |           |           |           |           | 3         |           |           |
| Етапи Гран-прі: «NHK Trophy»                        | 8         | 5         | 7         | 4         | 1         |           | 2         |
| Етапи Гран-прі: «Trophee Eric»                      |           |           |           |           |           | 4         |           |
| Етапи Гран-прі: «Bofrost Cup»                       | 2         |           |           |           |           |           |           |

- WD = знялась зі змагань

### до 1999 року
| Змагання / Сезони                                   | 1992/1993 | 1993/1994 | 1994/1995 | 1995/1996 | 1996/1997 | 1997/1998 | 1998/1999 |
| --------------------------------------------------- | --------- | --------- | --------- | --------- | --------- | --------- | --------- |
| Чемпіонати світу з фігурного катання                |           |           |           |           | 18        |           | 20        |
| Чемпіонати світу з фігурного катання серед юніорів  |           |           |           | 4         | 4         |           |           |
| Чемпіонати Чотирьох Континентів з фігурного катання |           |           |           |           |           |           | 5         |
| Чемпіонати Японії з фігурного катання               |           |           |           | 4         | 1         | 2         | 2         |
| Чемпіонати Японії з фігурного катання серед юніорів | 10        | 9         | 10        | 2         | 2         |           |           |
| Зимові Азіатські ігри                               |           |           |           | 3         |           |           | 3         |
| Фінали Гран-прі з фігурного катання                 |           |           |           |           |           |           | 5         |
| Етапи Гран-прі: «Cup of Russia»                     |           |           |           |           | 7         |           |           |
| Етапи Гран-прі: «Skate Canada»                      |           |           |           |           |           |           | 2         |
| Етапи Гран-прі: «NHK Trophy»                        |           |           |           |           | 6         | 5         | 3         |